# دفتر یادداشت روزانه یک نویسنده
دفتر یادداشت روزانهٔ یک نویسنده (روسی: Дневник писателя) مجموعه‌ای از نوشته‌های داستانی و غیر داستانی از فیودور داستایفسکی است. این مجموعه در دو جلد منتشر شد و نخستین مجلّدِ آن در فاصلهٔ سال‌های ۱۸۷۳ تا ۱۸۷۶ میلادی و جلد دوم نیز از ۱۸۷۷ و ۱۸۸۱ میلادی است. این مجموعه شامل یادداشت‌هایی از داستایوفسکی با موضوعات مختلف سیاسی، اجتماعی، فرهنگی و شخصی است. داستایوفسکی در نوشته‌هایش مسائل سیاسی روز، ماجراهای تبعیدش به سیبری، حوادث روزمره و کتاب‌هایی را که مشغول نگارش آن‌ها بود و همچنین نگاهش به مذهب و جامعه را ثبت کرده‌است.
این کتاب توسط ابراهیم یونسی به فارسی برگردانده شده است. 